# Montegridolfo
Montegridolfo (Mont-Gridòlf en dialecte romagnol) est une commune italienne de la province de Rimini dans la région Émilie-Romagne en Italie.

## Géographie
Situé entre deux vallées, celle du fleuve Conca sur le versant romagnol et celle du fleuve Foglia sur le versant marchisan, Montegridolfo se trouve sur la crête qui sépare les deux régions.

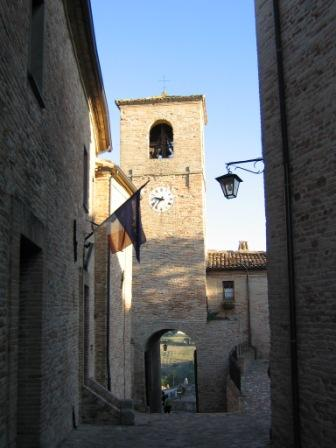
Tour de l’horloge

## Histoire
Terre de confins depuis toujours, Montegridolfo connu au cours des siècles l’influence du Duché de Montefeltro et celle des Malatesta, qui au cours des années fut sujet à de fréquentes heures et rencontres militaires. C’est justement pour cette particularité défensive que Montegridolfo fut prévu et construit comme une "forteresse", de forme rectangulaire et renforcée d’une tour surplombant les murailles.

L'étymologie du nom n’a, à aujourd’hui, aucune origine précise. La zone de Montegridolfo fut un temps  désignée sous le nom de Monte Lauro, à cause des nombreux lauriers qui couvraient le col. D’autres hypothèses font référence à une parole germanique Hrodulfus ou Ridulfus issue de l’altération du latin Reduvius. En 1248, apparaissait le nom déjà connu de Mons Gredulfus ou aussi Gradulfus

La première documentation porte la date de 1148 et en 1200, le domaine passa sous les Malatesta à qui Montegridolfo jura fidélité contre le duché de Urbino et fut le siège de nombreuses batailles qui menèrent à des saccages de la part des troupes de Ferrantino Novello, cousin des Malatesta qui, alliés aux Montefeltro, détruisirent le bourg.
 
La rapide reconstruction fit qu’en 1337, Montegridolfo retrouva ses murs et fortifications tel qu’ils apparaissent aujourd’hui.

Comme la plupart des communes romagnoles, en 1500, Montegridolfo passa sous la domination de César Borgia dit le Valentino; Puis les Malatesta reconquirent la cité pour la revendre à Venise, qui la recéda aux États pontificaux.

L’histoire plus contemporaine nous ramène au conteste de la seconde guerre mondiale où la ligne gothique, baptisée "Goten Linie" par Hitler et marquant le verrou d’accès à la plaine du Pô et par là, à l’Allemagne, fut le lieu d’après batailles entre les troupes allemandes et les troupes alliées.

## Population

### Évolution de la population en janvier de chaque année
| 1861 | 1901  | 1921  | 1951  | 1961  | 1971 | 1981 | 1991 | 2001 |
| ---- | ----- | ----- | ----- | ----- | ---- | ---- | ---- | ---- |
| 926  | 1 100 | 1 269 | 1 167 | 1 041 | 868  | 874  | 874  | 930  |

| 2011  | - | - | - | - | - | - | - | - |
| ----- | - | - | - | - | - | - | - | - |
| 1 044 | - | - | - | - | - | - | - | - |

### Ethnies et minorités étrangères
Selon les données de l’Institut national de statistique (ISTAT) au 1er janvier 2010 la population étrangère résidente était de 100 personnes.
Les nationalités majoritairement représentatives étaient :
| Pos. | Pays      | Population |
| ---- | --------- | ---------- |
| 1    | Albanie   | 32         |
| 2    | Macédoine | 26         |
| 3    | Maroc     | 16         |

## Lieux d’intérêt
Le bourg, avec son architecture médiévale, est bien inséré dans le cadre des douces collines de la région de Rimini.
- L’église de San Rocco, située légèrement en dehors des murs, contient des peintures saintes des années 1450, 1520 et 1623.
- Le Musée de la Ligne gothique, rappelle le passage du front entre août et septembre 1944 (armes, images et affiches de propagande).
- le sanctuaire de la "Beata Vergine delle Grazie", situé à Trebbio (fraction de Montegridolfo).

## Culture et gastronomie
- Un castello di voci, rassemblement en juillet et août, de musique lyrique et classique avec participation d’artistes nationaux et internationaux.

- L'olio novello in tavola, dégustation et prix décernés aux meilleures huiles d’olive.

## Administration
| Période                                  | Période  | Identité                 | Étiquette     | Qualité |
| ---------------------------------------- | -------- | ------------------------ | ------------- | ------- |
| 14/06/2004                               | En cours | Nadia Fraternali Morotti | liste civique |         |
| Les données manquantes sont à compléter. |          |                          |               |         |

### Hameaux
Cabaldo, San Pietro, Trebbio

### Communes limitrophes
Mondaino, Saludecio, Sant'Angelo in Lizzola, Tavullia

## Source
- (it) Cet article est partiellement ou en totalité issu de l’article de Wikipédia en italien intitulé « Montegridolfo » (voir la liste des auteurs) le 21/05/2012.